# Polypedates impresus
Polypedates impresus es una especie de anfibio anuro de la familia Rhacophoridae.

## Distribución geográfica
Esta especie es endémica de la provincia de Yunnan en la República Popular de China. Se encuentra a 850 m sobre el nivel del mar en la prefectura de Pu'er.

## Publicación original
- Yang, 2008: Amphibia. in Yang & Rao, 2008: Amphibia and Reptilia of Yunnan, p. 1-411[3]